# 上東門
上東門（じょうとうもん）は、平安京大内裏の外郭門のひとつである。いわゆる外郭十二門の一つには数えないが、他の門同様に用いられ、左衛門府が警固を担当した。

## 概要
大内裏の東面、陽明門の北。大宮大路に面し、土御門大路に向かう。他の門とは異なり、単に築地を切り開いただけのもので屋根がないため「土御門」と呼ばれた。
源雅信の邸宅で娘婿である藤原道長が継承した邸宅は北側で上東門から伸びる土御門大路に通じていたことから、上東門殿（第・院）とも土御門殿（邸・院）とも呼ばれ、後に道長の長女（雅信の外孫）である藤原彰子が里邸として用いたことから、女院号を「上東門院」と号した。
『枕草子』「五月の御精進のほど」 （三巻本九十九段、能因本百四段）には、屋根がないため雨が降ると難渋したことから「この土御門しも、かうべもなくしそめけんと、けふこそいとにくけれ」と書かれている。